# Santiago Yusta
Santiago Yusta García (Madrid; 28 de abril de 1997) es un jugador de baloncesto español, que juega en el  Casademont Zaragoza de la Liga ACB. Con 2 metros de altura, juega en la posición de alero.
Durante la temporada 2013-14, con 17 años y 1 mes, debutó en la Liga ACB con el Real Madrid. Fue considerado una de las mayores promesas del baloncesto español y mundial de su generación (1997).

## Trayectoria deportiva

### Primeros años
Inició su carrera como jugador en las categorías inferiores de su colegio San Juan Bosco (Torrejón de Ardoz), y al demostrar las posibilidades que tenía, ficha por el Club Baloncesto Torrejón, donde se proclama Campeón de Madrid preinfantil, en la temporada 2009-10. En septiembre de 2010 entra a formar parte de la cantera del Real Madrid de Baloncesto. 
En marzo de 2013 es seleccionado para participar en el "Jordan Brand Classic Camp" de Barcelona, evento que enfrenta a algunos de los mejores jugadores del mundo en edad cadete.
2013-14
En la temporada 2013-14 se incorpora al equipo Júnior del Real Madrid de Baloncesto, alternando con su participación en los partidos del Real Madrid "B" de Liga EBA, donde obtiene 9.6 puntos, 3.2 rebotes y 3 faltas recibidas de media por partido, ante jugadores de edad superior.
En enero de 2014 el Real Madrid Júnior logra el prestigioso Torneo Júnior Ciutat de L’Hospitalet NIJT, un campeonato que el equipo blanco no había logrado desde 2006.
El 13 de abril de 2014 se proclaman campeones del Campeonato de Madrid Júnior al derrotar en la Fase Final al Tuenti Móvil Estudiantes A y al Espacio Torrelodones A.
El 10 de mayo de 2014 el Real Madrid obtiene la victoria en el Campeonato de España Júnior 2014, disputado en Marín (Pontevedra), después de 14 años sin vencer en esta competición.
El 18 de mayo de 2014, el Real Madrid Junior es derrotado en la final del Nike International Junior Tournament (torneo Junior de la Euroliga) por el Estrella Roja de Belgrado, disputada en el Mediolanum Forum de Milán. Santiago Yusta fue elegido en el quinteto ideal del torneo, logrando de media 12.5 puntos y 3.5 rebotes por partido.
Además de jugar en el equipo Junior y en el EBA del Real Madrid de Baloncesto, durante la temporada 2013/14 comienza a entrenar habitualmente con el primer equipo madridista, con el que debuta en ACB en el choque ante el Gipuzkoa Basket disputado el 20 de mayo de 2014, logrando 2 puntos, 1 rebote, 1 falta recibida y 4 de valoración.
En junio de 2014 participa a las órdenes de estrellas de la NBA en la decimotercera edición del 'Basketball Without Borders', evento que organiza la NBA y la FIBA y que reunió en la 'Stella Azzurra Basketball Academy' de Roma a los 50 mejores jugadores jóvenes de Europa nacidos en 1997.
2014/15
Durante la temporada 2014-15 juega en el equipo Junior del Real Madrid de Baloncesto y se convierte en uno de los pilares del Real Madrid "B" de Liga EBA, logrando unos promedios de 13.9 puntos, 3.3 rebotes y 1 robo en 23 minutos por encuentro. 
Además, es convocado y disputa algunos partidos con el primer equipo madridista. El 5 de octubre de 2014 juega su segundo partido en ACB con el Real Madrid de Baloncesto, en la primera jornada de la temporada 2014/15, que enfrentó al equipo blanco con el Herbalife Gran Canaria. También participó en los partidos contra el Club Baloncesto Murcia (16/11/14), el Obradoiro CAB (21/12/14) y contra el Bàsquet Manresa (18/01/15).
En diciembre de 2014 obtiene el Premio al Mejor deportista del año 2014 de la Comunidad de Madrid, en la categoría de Baloncesto, concedido por la Unión de Federaciones Deportivas Madrileñas (UFEDEMA).
El 6 de enero de 2015 el Real Madrid Júnior logra la victoria, por segundo año consecutivo, en el Torneo Júnior Ciutat de L’Hospitalet. Yusta logró 12.6 puntos por partido, incluyendo 15 puntos y 19 de valoración en la final contra el Barcelona.
En febrero de 2015 es invitado al primer campus global de Basketball Without Borders, organizado por la NBA y la FIBA. El campus, en el que participaron los 40 mejores jugadores de entre 16 y 18 años de Europa, Asia, África y América, se desarrolló entre el 13 y el 15 de febrero en Nueva York, como parte del All-Star Game de la NBA 2015. Yusta fue elegido en el All-Star Team (12 mejores jugadores del campus).
El 19 de abril de 2015 el Real Madrid Júnior se proclama nuevamente campeón del Campeonato de Madrid Júnior, al derrotar en la Fase Final al Torrejón, Fuenlabrada y HM Torrelodones. Yusta obtuvo un promedio de 20 de valoración en estos 3 partidos. El 9 de mayo de 2015 el Real Madrid Júnior logra de nuevo la victoria en el Campeonato de España Júnior 2015, disputado en Torrejón de Ardoz. Yusta logró 14.9 puntos por partido, incluyendo 25 puntos y 29 de valoración en la final contra el Joventut.
El 17 de mayo de 2015, el Real Madrid Júnior logró la victoria en el Campeonato de Europa Júnior (Adidas Next Generation Tournament), al derrotar en la final al Estrella Roja de Belgrado, disputada en el Barclaycard Center de Madrid. Santiago Yusta logró en la fase final del torneo unas medias de 12.5 puntos, 3.8 rebotes y 1.8 robos por partido.
Al concluir la temporada, es invitado a disputar el All-Star Sub-18 FIBA que se celebra en Lille (Francia) durante el Eurobasket 2015.

### Profesional
En el verano del 2015, ficha por el Obradoiro CAB de Liga ACB para las 3 próximas temporadas. Durante la pretemporada, logra su mejor marca de anotación ante el Herbalife Gran Canaria, con 19 puntos y 5/6 triples. En la jornada 30 de la Liga ACB 2015-16, en su regreso al Palacio de Deportes de la Comunidad de Madrid para enfrentarse al Real Madrid de Baloncesto, logra 18 puntos y 20 de valoración, sus topes en la competición.
Al concluir la temporada regular, es elegido en el Mejor Quinteto Joven de la Liga ACB 2015-16, tras una votación en la que participaron jugadores y entrenadores de la Liga Endesa, además de medios de comunicación y aficionados. Tras su buena campaña, es invitado por varias franquicias de la NBA a viajar a Estados Unidos a realizar workouts y entrenamientos.
La temporada 2016/17 disputa su segundo año en el Obradoiro CAB de Liga ACB. En la jornada 11, alcanza su partido 50 en ACB. En junio de 2017 es invitado al Adidas Eurocamp de Treviso (Italia), uno de los mejores escaparates de Europa para los ojeadores NBA.
Durante el verano del 2017 regresa al Real Madrid para formar parte de la primera plantilla durante las dos próximas temporadas.
En julio de 2019 firma por el CB Canarias de la Liga ACB.
El 6 de julio de 2021, firma por el Casademont Zaragoza de la Liga Endesa, para formar parte de la primera plantilla durante dos temporadas. Tras dos temporadas, en julio de 2023, amplía su contrato hasta 2026. El 9 de mayo de 2024 renueva su contrato hasta 2027.

## Selección nacional
En agosto de 2011 obtiene la medalla de oro con la selección española Sub-14 en el Torneo BAM de Eslovenia. El siguiente verano se proclama con el combinado español Sub-15 campeón del Torneo de la Amistad 2012 de Marín, al derrotar a Francia en la Final.
En el verano de 2013 obtuvo la Medalla de Oro con la selección española en el Europeo Sub-16 Ucrania 2013, derrotando en la final al equipo de Serbia. Yusta fue uno de los jugadores clave del equipo español, logrando unos promedios de 13.3 puntos, 5.2 rebotes, 2.0 asistencias y 2.1 robos por partido.
En agosto de 2014, Santiago Yusta logra con el equipo español la cuarta posición en el Campeonato Mundial de Baloncesto Sub-17, disputado en Dubái (Emiratos Árabes Unidos), y consigue ser el máximo anotador del equipo español, promediando 14.1 puntos.
En diciembre de 2014, Yusta participa con la selección española Sub-18 en el Torneo cuadrangular de Gdansk (Polonia), como preparación del Europeo Sub-18 Grecia 2015. El equipo español logró la victoria en el Torneo, tras derrotar a Turquía, Polonia y Alemania, en la última jornada. En el Europeo Sub-18 Grecia 2015, la selección española obtuvo la séptima plaza, y Santiago Yusta logró unos promedios de 9.6 puntos, 3 rebotes y 1.1 robos en 21 minutos de media.
En julio de 2016 obtuvo la Medalla de Oro con la selección española en el Europeo Sub-20 Finlandia 2016, derrotando en la final a Lituania. A pesar de contar con solo 19 años, Yusta logró unos promedios de 10,7 puntos, 5,4 rebotes, 2,4 asistencias y 2,1 robos por partido.
El 1 de julio de 2018 debutó con la selección absoluta con victoria por 80-60 sobre Bielorrusia, anotando 4 puntos y repartiendo 2 asistencias en 10 minutos de juego.

## Estadísiticas ACB[47]
[actualizar]
|  | Temporada en la que se proclama campeón de la Liga ACB |

| Año     | Equipo                    | PJ | MPP  | %T2  | %3P  | %TL  | RPP | ROP | APP | ROB | TPP | PPP | VAL |
| ------- | ------------------------- | -- | ---- | ---- | ---- | ---- | --- | --- | --- | --- | --- | --- | --- |
| 2014-15 | Real Madrid de Baloncesto | 4  | 0.6  | 0    | 0    | 100  | 0.2 | 0   | 0.2 | 0   | 0   | 0.5 | 0.2 |
| 2015-16 | Obradoiro CAB             | 34 | 13.9 | 55.0 | 21.0 | 74.0 | 1.7 | 0.3 | 0.4 | 0.8 | 0.2 | 7.1 | 6.2 |
| 2016-17 | Obradoiro CAB             | 32 | 14.6 | 64.0 | 15.0 | 77.0 | 2.0 | 0.6 | 0.8 | 0.6 | 0.1 | 4.9 | 5.2 |

### Topes en competición oficial (ACB)
| \| Categoría \| Tope \| Fecha \| Equipo \| Rival \| Competición \| \| ---------------- \| ---- \| --------------- \| ------------- \| ------------------------- \| ----------- \| \| Minutos \| 29:6 \| 23-10-2016 \| Obradoiro CAB \| Valencia Basket \| Liga ACB \| \| Valoración \| 20 \| 01-05-2016 \| Obradoiro CAB \| Real Madrid de Baloncesto \| Liga ACB \| \| Puntos \| 18 \| 01-05-2016 \| Obradoiro CAB \| Real Madrid de Baloncesto \| Liga ACB \| \| Rebotes \| 5 \| 15-11-2015 \| Obradoiro CAB \| FC Barcelona \| Liga ACB \| \| Asistencias \| 2 \| 02-04-2016 \| Obradoiro CAB \| Herbalife Gran Canaria \| Liga ACB \| \| Recuperaciones \| 4 \| 31-10-2015 \| Obradoiro CAB \| Valencia Basket \| Liga ACB \| \| Tapones \| 1 \| varios partidos \| Obradoiro CAB \| varios equipos \| Liga ACB \| \| Triples \| 2 \| varios partidos \| Obradoiro CAB \| varios equipos \| Liga ACB \| \| Faltas recibidas \| 7 \| 06-03-2016 \| Obradoiro CAB \| varios equipos \| Liga ACB \| |      |                 |               |                           |             |
| Categoría | Tope | Fecha           | Equipo        | Rival                     | Competición |
| Minutos | 29:6 | 23-10-2016      | Obradoiro CAB | Valencia Basket           | Liga ACB    |
| Valoración | 20   | 01-05-2016      | Obradoiro CAB | Real Madrid de Baloncesto | Liga ACB    |
| Puntos | 18   | 01-05-2016      | Obradoiro CAB | Real Madrid de Baloncesto | Liga ACB    |
| Rebotes | 5    | 15-11-2015      | Obradoiro CAB | FC Barcelona              | Liga ACB    |
| Asistencias | 2    | 02-04-2016      | Obradoiro CAB | Herbalife Gran Canaria    | Liga ACB    |
| Recuperaciones | 4    | 31-10-2015      | Obradoiro CAB | Valencia Basket           | Liga ACB    |
| Tapones | 1    | varios partidos | Obradoiro CAB | varios equipos            | Liga ACB    |
| Triples | 2    | varios partidos | Obradoiro CAB | varios equipos            | Liga ACB    |
| Faltas recibidas | 7    | 06-03-2016      | Obradoiro CAB | varios equipos            | Liga ACB    |

## Logros y reconocimeitnos
Clubes
- Campeón de la Liga ACB 2014-15.[48]
- Euroliga (1): 2018.
- Liga ACB (1):  2018.

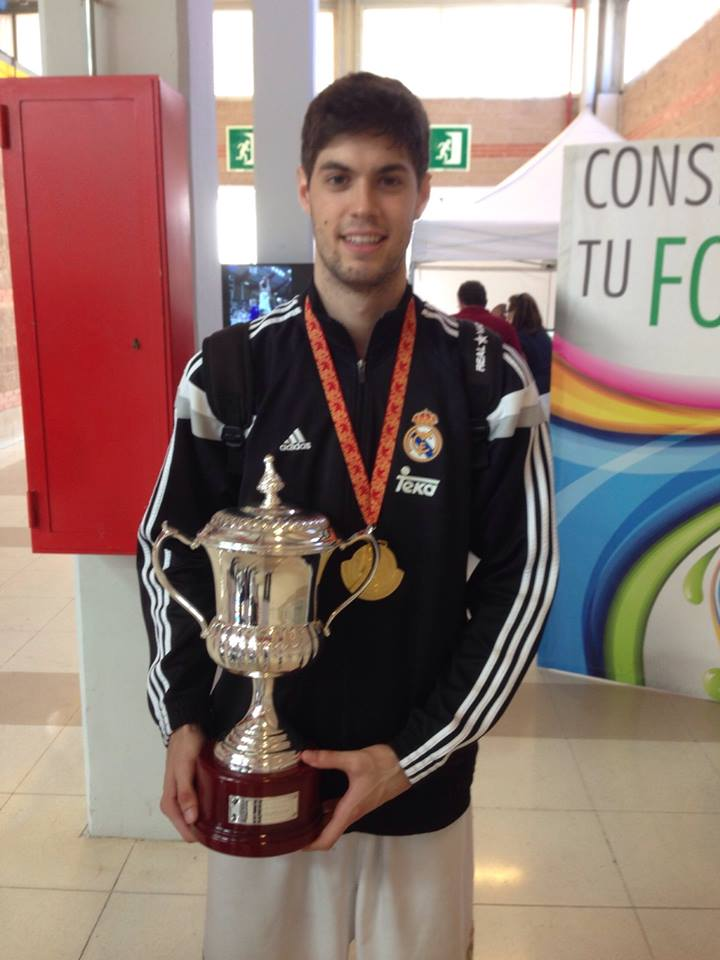

- Supercopa de España ACB (1):  2018.

Selección
- Medalla de Oro Europeo Sub-20 Finlandia 2016.
- Medalla de Oro Europeo Sub-16 Ucrania 2013.

### Logros individuales
- 2014. Miembro del quinteto ideal del Nike International Junior Tournament.
- 2014. Mejor deportista del año de la Comunidad de Madrid (Baloncesto). Premios UFEDEMA.
- 2015. Miembro del All-Star Team del Basketball Without Borders (organizado por la NBA y la FIBA como parte del All-Star Game de la NBA 2015).
- 2016. Premio Gigantes del Basket Junior Mayor Progresión.[49]
- 2015/16. Integrante del Mejor Quinteto Joven de la Liga ACB 2015-16 y 2019.

## Vida personal
Santi Yusta ha crecido en Torrejón de Ardoz, y en la actualidad compagina el baloncesto con sus estudios en Periodismo. Sus padres son Raúl Yusta y Lola García (exportero que jugó en las categorías inferiores del Real Madrid y exjugadora de baloncesto, respectivamente); y su hermano Daniel Yusta jugó en las categorías inferiores del Adecco Estudiantes y Real Madrid, y participó con la selección española en el EuroBasket Sub-20 de Turquía 2006.